# Кузнецов, Виктор Сергеевич (хоккеист)
Виктор Сергеевич Кузнецов (25 апреля 1944, Свердловск, РСФСР, СССР — 6 ноября 2018, Кохтла-Ярве, Эстония) — советский хоккеист, советский и эстонский тренер. Мастер спорта СССР.

## Биография
Начал заниматься хоккеем в 9-летнем возрасте в Свердловске на стадионе «Динамо», затем играл в детских командах клуба «Спартак» (позднее — «Автомобилист»). С 1963 года выступал за основной состав свердловского клуба в первой лиге, а в 1967—1969 годах играл в высшей лиге, где провёл 68 матчей и забросил 4 шайбы. Участник выездного победного матча (6:0) в декабре 1968 года против многократного чемпиона страны московского ЦСКА, в этой игре забросил четвёртую шайбу своего клуба.
С 1969 года в течение пяти сезонов выступал во второй и первой лигах за «Автомобилист»/«Енбек» (Алма-Ата), куда его пригласил свердловский тренер Юрий Сааль. В конце карьеры играл в первой лиге за «Торпедо» (Усть-Каменогорск) и во второй лиге за «Металлист» (Петропавловск).
Окончил Высшую школу тренеров. С 1984 года работал с командой «Химик» («Кеэмик») из Кохтла-Ярве, неоднократно становился чемпионом Эстонской ССР и Эстонии. В начале 2000-х годов некоторое время также работал с командой города Луга Ленинградской области.
Скончался в Кохтла-Ярве 6 ноября 2018 года на 75-м году жизни после продолжительной болезни.